# Robert Behling
Robert Behling (28 marzo 1991) è un canoista tedesco, specializzato nello slalom.

## Palmarès
- Mondiali

La Seu d'Urgell 2009: argento nel C2 a squadre;
Tracen 2010: bronzo nel C2 a squadre;
Londra 2015: argento nel C2 a squadre;
Pau 2017: bronzo nel C2.
- Europei

Augusta 2012: bronzo nel C2 nel C2 a squadre;
Markkleeberg 2015: oro nel C2;
Praga 2018: oro nel C2 a squadre e argento nel C2.